# Liste der denkmalgeschützten Objekte in Seeboden am Millstätter See
Die Liste der denkmalgeschützten Objekte in Seeboden am Millstätter See enthält die 12 denkmalgeschützten, unbeweglichen Objekte der Gemeinde Seeboden am Millstätter See.

## Denkmäler
| Foto  |                 | Denkmal | Standort                                    | Beschreibung | Metadaten |
| ----- | --------------- | --- | ------------------------------------------- | --- | --- |
| ja    | Datei hochladen | Kath. Pfarrkirche Mariae Himmelfahrt und Friedhof HERIS-ID: 54233 Objekt-ID: 62409                          | Lieseregg 1 Standort KG: Lieseregg          | Der gotische Bau aus der zweiten Hälfte des 15. Jahrhunderts wurde barock verändert um ein westliches Langhausjoch und das südliche Seitenschiff erweitert. Wichtigstes Kulturdenkmal der Kirche ist ein kleiner gotischer Flügelaltar aus der Zeit um 1500, der Siebenhirter- oder Apostelaltar im südlichen Seitenschiff. Bemerkenswert ist auch die reich dekorierte barocke Kanzel. Eine 1908 teilweise abgetragene Wehrmauer geht von den Ecken des Pfarrhofes im Geviert um die Kirche. | BDA-Hist.: Q1448331 Status: § 2a Stand der BDA-Liste: 2025-06-30 Name: Kath. Pfarrkirche Mariae Himmelfahrt und Friedhof GstNr.: .11/1, .11/3, .11/2, 62/1 Pfarrkirche Mariae Himmelfahrt (Lieseregg) |
| ja    | Datei hochladen | Pfarrhof Lieseregg HERIS-ID: 54232 Objekt-ID: 62408                                                         | Lieseregg 2 Standort KG: Lieseregg          | Der Pfarrhof von Lieseregg, der nach einem Brand im Jahr 1549 wiederaufgebaut wurde, befindet sich am steilen Felsabsturz in Richtung Lieser. Der zweigeschoßige Bau ruht auf einem hohen Sockel. Das erste Obergeschoß ist über einen Brückengang mit der Westempore der Pfarrkirche Mariae Himmelfahrt verbunden. | BDA-Hist.: Q38060027 Status: § 2a Stand der BDA-Liste: 2025-06-30 Name: Pfarrhof GstNr.: .10 Pfarrhof Lieseregg                                                                                       |
| ja    | Datei hochladen | Evangelische Kirche Unterhaus HERIS-ID: 55035 Objekt-ID: 63513                                              | Unterhaus 13a Standort KG: Lieseregg        | Die schlichte Saalkirche von 1828 mit halbrunder Apsis erhielt 1858 einen Fassadenturm. | BDA-Hist.: Q14545020 Status: § 2a Stand der BDA-Liste: 2025-06-30 Name: Evangelische Kirche Unterhaus GstNr.: .51 Evangelische Pfarrkirche Unterhaus-Millstätter See                                  |
| ja    | Datei hochladen | Kath. Filialkirche hl. Lorenz HERIS-ID: 54234 Objekt-ID: 62410                                              | Wiednigweg 20 Standort KG: Lieserhofen      | Die kleine einschiffige Kirche aus dem 17. Jahrhundert geht wahrscheinlich auf eine romanische Anlage zurück. Sie wurde nachbarock verlängert und erhielt in der Südwestecke einen neuen Turm. Der Altar stammt aus der 1. Hälfte des 18. Jahrhunderts. | BDA-Hist.: Q38060043 Status: § 2a Stand der BDA-Liste: 2025-06-30 Name: Kath. Filialkirche hl. Lorenz GstNr.: .40 Filialkirche hl. Lorenz, Lieserhofen                                                |
| ja    | Datei hochladen | Steinbrückenbachbrücke, Hintereggenbachbrücke HERIS-ID: 35789 Objekt-ID: 34588seit 2019                     | L10 bei Altersberg Standort KG: Lieserhofen | Die barocke einbogige Steingewölbebrücke über den Steinbrückenbach ist mit 1822 bezeichnet. Sie wurde 2016 saniert. Anmerkung: Die Brücke verbindet die Gemeinden Trebesing und Seeboden über den Steinbrückenbach. | BDA-Hist.: Q105643144 Status: Bescheid Stand der BDA-Liste: 2025-06-30 Name: Steinbrückenbachbrücke, Hintereggenbachbrücke GstNr.: 1496/3, 1544/1 Steinbrückenbachbrücke, Lieserhofen                 |
| ja    | Datei hochladen | Ehem. Fischerhütte, Brugger Haus HERIS-ID: 113939 Objekt-ID: 132327seit 2021                                | Fischerweg 1 Standort KG: Seeboden          | Das Gebäude wurde um 1610 errichtet und spielte wegen seiner Lage am See stets eine bedeutende Rolle für den Fischfang am Millstätter See. Derzeit ist das 1. Kärntner Fischereimuseum dort untergebracht. | BDA-Hist.: Q105682684 Status: Bescheid Stand der BDA-Liste: 2025-06-30 Name: Ehem. Fischerhütte, Brugger Haus GstNr.: .6 Brugger-Haus, Seeboden                                                       |
| ja    | Datei hochladen | Parkschlössl (ehem. Villa Troppan) HERIS-ID: 36018 Objekt-ID: 34870                                         | Hauptstraße 53 Standort KG: Seeboden        | Die zweigeschoßige ehemalige Villa mit Holzveranda im Süden sowie zwei Ecktürmchen wurde 1895 erbaut. Der späthistoristische Dekor wurde 1991 im Zug einer Außenrestaurierung rekonstruiert. | BDA-Hist.: Q37968400 Status: Bescheid Stand der BDA-Liste: 2025-06-30 Name: Parkschlössl (ehem. Villa Troppan) GstNr.: 210/2 Parkschlössl (ehem. Villa Troppan) in Seeboden am Millstätter See        |
| ja    | Datei hochladen | Kath. Filialkirche hl. Wolfgang HERIS-ID: 54929 Objekt-ID: 63366                                            | Sankt Wolfgang 10 Standort KG: Seeboden     | Der breite Saalbau mit gedrungenem romanischen Turm und eingezogenem gotischen Chor mit Strebepfeilern hat frühbarocke Altäre. | BDA-Hist.: Q1746447 Status: § 2a Stand der BDA-Liste: 2025-06-30 Name: Kath. Filialkirche hl. Wolfgang GstNr.: .127 Wolfgangskirche (Seeboden)                                                        |
| ja BW | Datei hochladen | Kath. Pfarrkirche, Herz-Jesu-Friedens- und Versöhnungskirche mit Pfarrhof HERIS-ID: 92657 Objekt-ID: 107601 | Schulallee 6, 8 Standort KG: Seeboden       | Die Pfarrkirche wurde in den Jahren 1951/52 erbaut. An den Langbau in Nord-Süd-Richtung schließt östlich das Pfarrhaus an; der Turm steht seitlich des Eingangs. | BDA-Hist.: Q37760431 Status: § 2a Stand der BDA-Liste: 2025-06-30 Name: Kath. Pfarrkirche, Herz-Jesu-Friedens- und Versöhnungskirche mit Pfarrhof GstNr.: .412 Pfarrkirche Seeboden                   |
| ja    | Datei hochladen | Burgruine Sommereck (Sommeregg) HERIS-ID: 36019 Objekt-ID: 34871                                            | Schloßau 6 Standort KG: Treffling           | Die im 12. Jahrhundert errichtete und um 1500 nach Zerstörung wiederaufgebaute Burg verfiel ab Mitte des 19. Jahrhunderts. Ab den 1970er Jahren wurde sie restauriert. Der dreigeschoßige Palas weist Details wie Erker, profilierte Portale und spätmittelalterliche Fensterumrahmungen auf. | BDA-Hist.: Q877313 Status: Bescheid Stand der BDA-Liste: 2025-06-30 Name: Burgruine Sommereck (Sommeregg) GstNr.: .140/1, .141/2, 2026/1 Sommeregg castle                                             |
| ja    | Datei hochladen | Kath. Filialkirche hl. Petrus HERIS-ID: 54965 Objekt-ID: 63421                                              | Tangern 12 Standort KG: Treffling           | Die Filialkirche hl. Petrus hat ein schlichtes, einschiffiges Langhaus aus dem 17./18. Jh., ein niedriges Chorpolygon, einen hölzernen Dachreiter und eine Vorlaube. Der Altar von 1714 mit Fruchtgewinde, Knorpelwerkschmuck und Rokokotabernakel zeigt ein Bild des hl. Petrus. | BDA-Hist.: Q38063122 Status: § 2a Stand der BDA-Liste: 2025-06-30 Name: Kath. Filialkirche hl. Petrus GstNr.: .40/2 Katholische Filialkirche hl. Petrus in Tangern                                    |
| ja    | Datei hochladen | Kath. Pfarrkirche hl. Leonhard mit Friedhof HERIS-ID: 55007 Objekt-ID: 63476                                | Treffling 21 Standort KG: Treffling         | Die Pfarrkirche ist eine spätgotische Anlage mit Vorlaube und Portal im Westen sowie einem massigen Nordturm. Das dreijochige Langhaus weist im Inneren ein Netzrippengewölbe auf. Der neugotische Hochaltar stammt aus dem Jahr 1874. Der einstige Hauptaltar, ein gotischer Flügelaltar aus den Jahren 1454 bis 1460, steht heute rechts auf der Seite. | BDA-Hist.: Q38063285 Status: § 2a Stand der BDA-Liste: 2025-06-30 Name: Kath. Pfarrkirche hl. Leonhard mit Friedhof GstNr.: .101/1, .101/2 Katholische Pfarrkirche Hl. Leonhard                       |